# Intersport Heilbronn Open

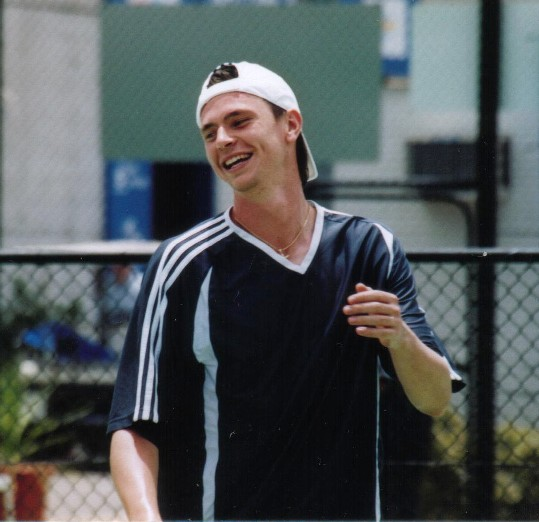
Tay vợt Thuỵ Điển Robin Söderling là nhà vô địch năm 2006 sau khi đánh bại tay vợt người Cộng hòa Séc Tomáš Zíb trong trận chung kết

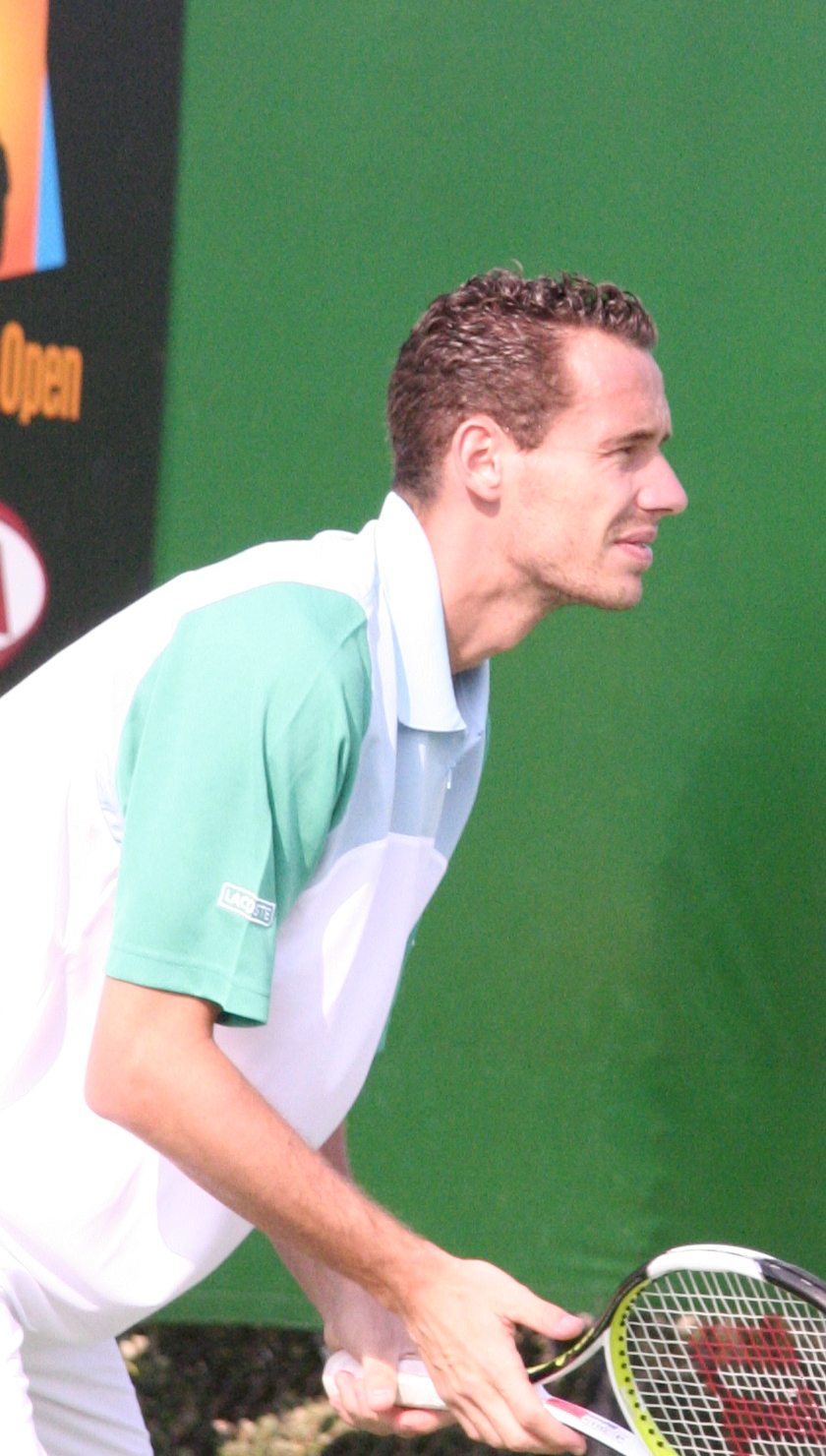
Tay vợt người Pháp Michaël Llodra đã 2 lần lọt vào chung kết, thắng Goran Ivanišević năm 2001 và thua Michael Berrer năm 2007

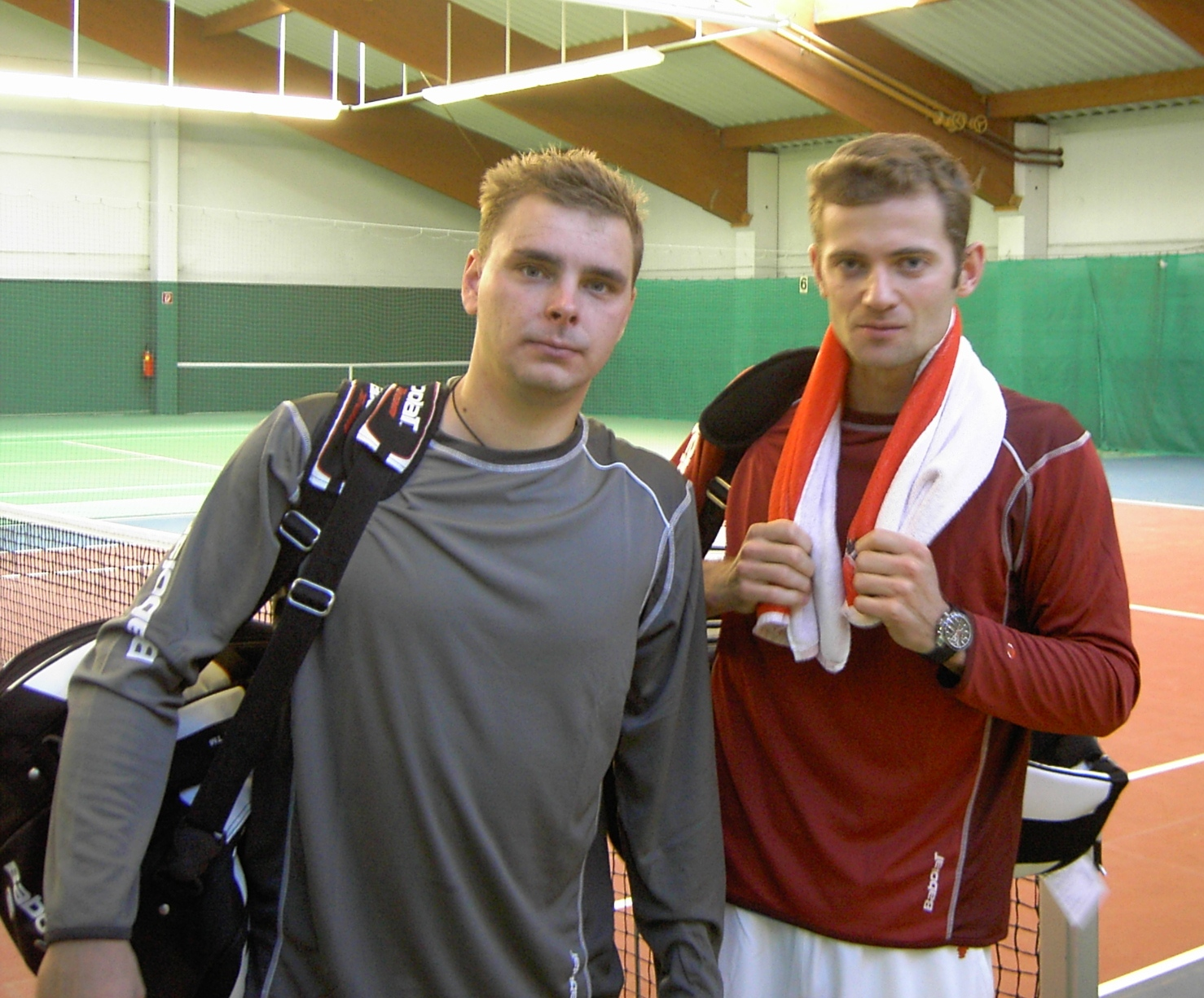
Cặp đôi người Ba Lan Mariusz Fyrstenberg và Marcin Matkowski giành chiến thắng ở Talheim năm 2004

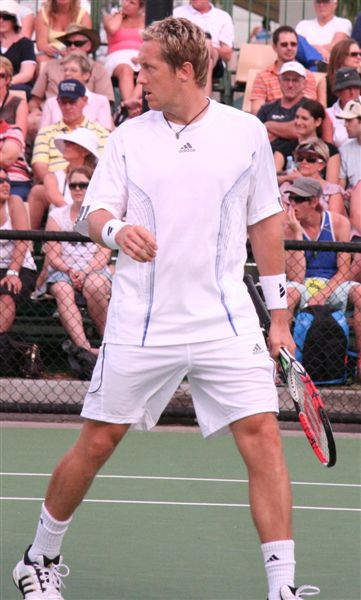
Jonas Björkman và đồng hương Jan Apell giành thắng lợi ở nội dung đôi năm 1993 trước 2 đối thủ Peter Nyborg và Brian Devening

Intersport Heilbronn Open là 1 giải đấu tennis chuyên nghiệp chơi trên mặt sân cứng và trong nhà. Giải đấu thuộc hệ thống Association of Tennis Professionals (ATP) Challenger Tour. Giải đấu được tổ chức ở Talheim, Đức từ năm 1984.

## Các nhà vô địch

### Đơn nam
| Năm  | Vô địch           | Á quân               | Kết quả               |
| ---- | ----------------- | -------------------- | --------------------- |
| 2011 | Bastian Knittel   | Daniel Brands        | 7–6(4), 7–6(5)        |
| 2010 | Michael Berrer    | Andrey Golubev       | 6–3, 7–6(4)           |
| 2009 | Benjamin Becker   | Karol Beck           | 6–4, 6–4              |
| 2008 | Andrey Golubev    | Philipp Petzschner   | 2–6, 6–1, 3–1 retired |
| 2007 | Michael Berrer    | Michaël Llodra       | 6–5 retired           |
| 2006 | Robin Söderling   | Tomáš Zíb            | 6–1, 6–4              |
| 2005 | Jiří Vaněk        | Lars Burgsmüller     | 6–2, 6–4              |
| 2004 | Gilles Elseneer   | Lars Burgsmüller     | 3–6, 6–3, 7–6(5)      |
| 2003 | Karol Beck        | Jürgen Melzer        | 6–2, 5–7, 7–6(5)      |
| 2002 | Alexander Popp    | Jürgen Melzer        | 3–6, 6–3, 6–4         |
| 2001 | Michaël Llodra    | Goran Ivanišević     | 6–3, 6–4              |
| 2000 | Magnus Larsson    | Stéphane Huet        | 6–3, 7–6()            |
| 1999 | Laurence Tieleman | Markus Hantschk      | 6–2, 5–7, 6–3         |
| 1998 | Martin Sinner     | Gianluca Pozzi       | 6–0, 3–6, 6–3         |
| 1997 | Henrik Holm       | Hendrik Dreekmann    | 6–3, 2–6, 6–0         |
| 1996 | Chris Woodruff    | Gianluca Pozzi       | 6–3, 6–3              |
| 1995 | David Rikl        | Frederik Fetterlein  | 7–5, 6–3              |
| 1994 | Markus Zoecke     | Cristiano Caratti    | 6–3, 6–4              |
| 1993 | David Prinosil    | Martin Damm          | 6–3, 7–6              |
| 1992 | Karsten Braasch   | Markus Naewie        | 6–7, 6–2, 6–2         |
| 1991 | Diego Nargiso     | Markus Zoecke        | 3–6, 7–6, 6–3         |
| 1990 | Milan Šrejber     | Alexander Mronz      | 7–6, 4–6, 7–6         |
| 1989 | Michael Stich     | Michael Tauson       | 6–3, 6–2              |
| 1988 | Udo Riglewski     | Michael Kupferschmid | 6–3, 6–7, 6–4         |

### Đôi nam
| Năm  | Vô địch                               | Á quân                                  | Kết quả              |
| ---- | ------------------------------------- | --------------------------------------- | -------------------- |
| 2011 | Jamie Delgado Jonathan Marray         | Frank Moser David Škoch                 | 6–1, 6–4             |
| 2010 | Sanchai Ratiwatana Sonchat Ratiwatana | Mario Ančić Lovro Zovko                 | 6–4, 7–5             |
| 2009 | Karol Beck Jaroslav Levinský          | Benedikt Dorsch Philipp Petzschner      | 6–3, 6–2             |
| 2008 | Rik de Voest Bobby Reynolds           | Igor Kunitsyn Aisam-ul-Haq Qureshi      | 7–6(2), 6–7(5), 10–4 |
| 2007 | Michael Kohlmann Rainer Schüttler     | Sander Groen Michaël Llodra             | walkover             |
| 2006 | Christopher Kas Philipp Petzschner    | Lukáš Dlouhý David Škoch                | 6–7(2), 6–3, 10–4    |
| 2005 | Sébastien de Chaunac Michal Mertiňák  | Gilles Elseneer Gilles Müller           | 6–2, 3–6, 6–3        |
| 2004 | Mariusz Fyrstenberg Marcin Matkowski  | Lars Burgsmüller Kenneth Carlsen        | 6–3, 6–3             |
| 2003 | Simon Aspelin Johan Landsberg         | Petr Pála Pavel Vízner                  | 6–4, 6–4             |
| 2002 | Aleksandar Kitinov Johan Landsberg    | František Čermák Ota Fukárek            | 6–7(5), 6–3, 6–1     |
| 2001 | Sander Groen Jack Waite               | Petr Luxa David Rikl                    | 1–6, 6–3, 7–6(4)     |
| 2000 | Jan Siemerink John van Lottum         | Magnus Larsson Fredrik Loven            | 7–5, 7–6             |
| 1999 | Michael Kohlmann Filippo Veglio       | Justin Gimelstob Chris Woodruff         | 6–4, 6–7, 7–5        |
| 1998 | Geoff Grant Mark Merklein             | Stefano Pescosolido Vincenzo Santopadre | 6–3, 7–6             |
| 1997 | Olivier Delaître Stephane Simian      | Patrick Baur Clinton Ferreira           | 6–7, 6–3, 7–6        |
| 1996 | Lorenzo Manta Pavel Vízner            | Diego Nargiso Udo Riglewski             | 6–3, 7–6             |
| 1995 | Sasa Hirszon Goran Ivanišević         | Martin Sinner Joost Winnink             | 6–4, 6–4             |
| 1994 | Ģirts Dzelde Mathias Huning           | Omar Camporese Cristiano Caratti        | 6–4, 6–2             |
| 1993 | Jan Apell Jonas Björkman              | Brian Devening Peter Nyborg             | 6–2, 7–6             |
| 1992 | Doug Eisenman Bent-Ove Pedersen       | Sander Groen Tomas Nydahl               | 6–1, 6–3             |
| 1991 | Diego Nargiso Stefano Pescosolido     | Christian Saceanu Michiel Schapers      | 6–2, 6–2             |
| 1990 | David Rikl Tomas Anzari               | Byron Talbot Jorgen Windahl             | 6–4, 6–4             |
| 1989 | Martin Sinner Michael Stich           | Gheorghe Cosac Adrian Marcu             | 4–6, 6–4, 7–6        |
| 1988 | Jaromir Becka Udo Riglewski           | Axel Hornung Andreas Lesch              | 7–6, 4–6, 6–2        |

## Liên kết khác
- Official website
- ITF Search Lưu trữ ngày 12 tháng 2 năm 2010 tại Wayback Machine